# J.
J., właściwie Jay Noel Yuenger (ur. 26 grudnia 1966 w Chicago) – amerykański gitarzysta. Współpracował między innymi z industrialmetalową grupą White Zombie, z którą był nominowany do nagrody Grammy.

## Sprzęt
Gitary:
- ICJ100WZ – sygnowana gitara J. (już nie produkowana, jedyny produkowany model Icemana z ruchomym mostkiem tremolo systemu Floyd Rose)
- Jackson Soloist (klip do Black Sunshine and Thunderkiss '65) – gitara pokryta naklejkami
- Robin Machete Deluxe (różne kolory: Blue, Yellow, Green)

Wzmacniacze:
- Randall Century 200
- Marshall Valvestate 8100
- Mesa Boogie Amps

Efekty:
- Korg Toneworks G1
- Dunlop Cry Baby -GCB 95
- Roland Double Beat Fuzz Wah
- MXR Distortion +
- Pro Co Rat Distortion
- Electro – Harmonix Big Muff